# Huang Zhengyu
Huang Zhengyu (en chino simplificado, 黄政宇; pinyin, Huáng Zhèngyǔ; jyutping, Wong4 Zing3jyu5; Guangzhou, China; 24 de enero de 1997) es un futbolista de China que juega en la posición de defensa con el Shandong Taishan de la Superliga China desde el año 2023.

## Carrera

### Club
| Periodo   | Club              |
| --------- | ----------------- |
| 2016–2022 | Guangzhou City FC |
| 2023-     | Shandong Taishan  |

### Selección nacional
Ha estado en el proceso de selecciones nacionales de China desde la categoría sub-19, llegando a jugar en el Campeonato sub-19 de la AFC 2016. Huang debutó con China el 11 de junio de 2024 ante Corea del Sur por la clasificación de AFC para la Copa Mundial de Fútbol de 2026 en el Seoul World Cup Stadium, partido en el que fue sustituido por Wang Shangyuan en el minuto 78 en la derrota por 0-1.
Su primer gol internacional lo anotó el 15 de julio de 2025 en la victoria por 1-0 sobre Hong Kong en Yongin por el Campeonato de Fútbol de Asia Oriental de 2025.

## Logros
- Mejor jugador joven de la Chinese Super League: 2017[3]
- Equipo ideal de la Chinese Super League: 2017[4]